# Torpilleurs Thornycroft 1877

## Historique
Les torpilleurs de la marine française de 1877 ont été construits par les chantiers navals Thornycroft. Cette série est composée de 12 unités numérotées du N°8 au N°19.
Ces bâtiments très bas sur l'eau avaient une bonne stabilité. Ils furent jugés "très remarquables" par la Commission de Recette. Cependant, les capacités de rendement de ce type de bâtiment n'étaient obtenues qu'aux prix d'efforts très importants de l'équipage.
La commande de ces torpilleurs fait partie du marché du 13 mars 1877. Ce marché sera décomposé en 2 tranches :
- Tranche comprenant les torpilleurs N°8 à 13 (marché initial du 13 mars 1877).
- Tranche comprenant les torpilleurs N°14 à 19 (acte additionnel du 9 juillet 1877 au marché précédent).

## Navires de la série

### Torpilleur N°8
- Sur cale : ...
- Lancement  : 1877 - 1878 au chantier Chiswick (Angleterre).
- Mise en service : 31 octobre 1879 à Cherbourg.
- Parcours :
  - 1889 : Mise en place d'une chaudière du Temple.
  - 1879 à 1892 : Affecté à Cherbourg.
  - 1893 à 1896 : Affecté à Lorient.
- Date de retrait : Rayé de la liste de la Flotte en tant que bâtiment de combat en 1896.
- Fin de vie : ...

### Torpilleur N°9
- Sur cale : ...
- Lancement  : 1877 - 1878 au chantier Chiswick (Angleterre).
- Mise en service : 31 octobre 1879 à Cherbourg.
- Parcours :
  - 1880 à 1895 : Affecté à Brest.
  - 6 juin 1889 : Il subit l'abordage d'un  bateau de pêche à l'entrée du Goulet de Brest au nord de la Cormorandière.
  - 1885 à 1899 : Affecté à l'école de Chauffe à Brest.
- Date de retrait : Rayé de la liste de la Flotte en tant que bâtiment de combat en 1885.
- Fin de vie : Condamnation définitive en 1899.

### Torpilleur N°10
- Sur cale : ...
- Lancement  : 1877 - 1878 au chantier Chiswick (Angleterre).
- Mise en service : 31 octobre 1879 à Cherbourg.
- Parcours :
  - 1879 : Torpilleur armé en lance-torpilles avec 2 tubes Maupeou en abord.
  - 1878 à 1892 : Affecté à Cherbourg.
  - 1893 à 1896 : Affecté à Lorient.
- Date de retrait : Rayé de la liste de la Flotte en tant que bâtiment de combat le 10 août 1896.
- Fin de vie : ...

### Torpilleur N°11
- Sur cale : ...
- Lancement  : 1877 - 1878 au chantier Chiswick (Angleterre).
- Mise en service : 31 octobre 1879 à Cherbourg.
- Parcours :
  - 1879 à 1892 : Affecté à Cherbourg.
  - 1893 à 1895 : Affecté à Lorient.
- Date de retrait : Rayé de la liste de la Flotte en tant que bâtiment de combat le 14 mars 1895.
- Fin de vie : ...

### Torpilleur N°12
- Sur cale : ...
- Lancement  : 1877 - 1878 au chantier Chiswick (Angleterre).
- Mise en service : 31 octobre 1879 à Cherbourg.
- Parcours :
  - 1879 à 1892 : Affecté à Cherbourg.
  - 1893 à 1894 : Affecté à Lorient.
- Date de retrait : Rayé de la liste de la Flotte en tant que bâtiment de combat le 26 novembre 1894.
- Fin de vie : ...

### Torpilleur N°13
- Sur cale : ...
- Lancement  : 1877 - 1878 au chantier Chiswick (Angleterre).
- Mise en service : 31 octobre 1879 à Cherbourg.
- Parcours :
  - 1879 à 1892 : Affecté à Cherbourg.
  - 1893 à 1895 : Affecté à Lorient.
- Date de retrait : Rayé de la liste de la Flotte en tant que bâtiment de combat le 19 décembre 1895.
- Fin de vie : Vendu à Lorient 495,00 Francs à M. Duclos le 14 mars 1896[2].

### Torpilleur N°14
- Sur cale : ...
- Lancement  :  Chantier Chiswick (Angleterre).
- Mise en service : 31 octobre 1879 à Cherbourg.
- Parcours :
  - 1879 à 1892 : Affecté à Cherbourg.
  - 1893 à 1894 : Affecté à Rochefort.
  - 1880 : Essai de la chaudière Guyot du Temple.
- Date de retrait :
  - Rayé de la liste de la Flotte en tant que bâtiment de combat en 1894.
  - Bâtiment reclassé "remorqueur".
- Fin de vie : Condamnation définitive en 1898.

### Torpilleur N°15
- Sur cale : ...
- Lancement  :  Chantier Chiswick (Angleterre).
- Mise en service : 31 octobre 1879 à Cherbourg.
- Parcours :
  - 1880 à 1894 : Affecté à Brest.
- Date de retrait :
  - Rayé de la liste de la Flotte en tant que bâtiment de combat le 15 mars 1894.
  - Sa machine débarquée fut utilisée à la scierie de l'arsenal de Brest.
- Fin de vie : ...

### Torpilleur N°16
- Sur cale : ...
- Lancement  :  Chantier Chiswick (Angleterre).
- Mise en service : 31 octobre 1879 à Cherbourg.
- Parcours :
  - 1880 à 1894 : Affecté à Brest et comme école de chauffe à partir de 1883.
  - 1879 : Bâtiment armé en lance-torpilles avec 2 tubes Maupeou en abord comme le torpilleur N°10.
  - Mars 1883 : Grave accident de chaudière au large de Camaret.
- Date de retrait : Rayé de la liste de la Flotte en tant que bâtiment de combat le 15 mars 1894.
- Fin de vie : ...

### Torpilleur N°17
- Sur cale : ...
- Lancement  :  Chantier Chiswick (Angleterre).
- Mise en service : 31 octobre 1879 à Cherbourg.
- Parcours :
  - 1880 à 1895 : Affecté à Brest.
  - 1889 : Il reçoit une chaudière du Temple.
- Date de retrait : Rayé de la liste de la Flotte en tant que bâtiment de combat en 1895.
- Fin de vie : Vendu à Brest 3625,00 Francs à M. Le Pivain le 11 mars 1896[3].

### Torpilleur N°18
- Sur cale : ...
- Lancement  :  Chantier Chiswick (Angleterre).
- Mise en service : 31 octobre 1879 à Cherbourg.
- Parcours :
  - 1880 à 1897 : Affecté à Brest.
- Date de retrait : Rayé de la liste de la Flotte en tant que bâtiment de combat en 1897.
- Fin de vie : ...

### Torpilleur N°19
- Sur cale : ...
- Lancement  :  Chantier Chiswick (Angleterre).
- Mise en service : 31 octobre 1879 à Cherbourg.
- Parcours :
  - 1880 à 1895 : Affecté à Brest.
  - 1889 : Il reçoit une chaudière Trépardoux. Ce torpilleur était équipé de 2 cheminées, à la différence des autres torpilleurs de la série, équipés d'une seule cheminée.
- Date de retrait : Rayé de la liste de la Flotte en tant que bâtiment de combat le 22 juin 1895.
- Fin de vie : Vendu à Brest 2901,00 Francs à M. Troussey le 15 novembre 1895[4].